# Latiano

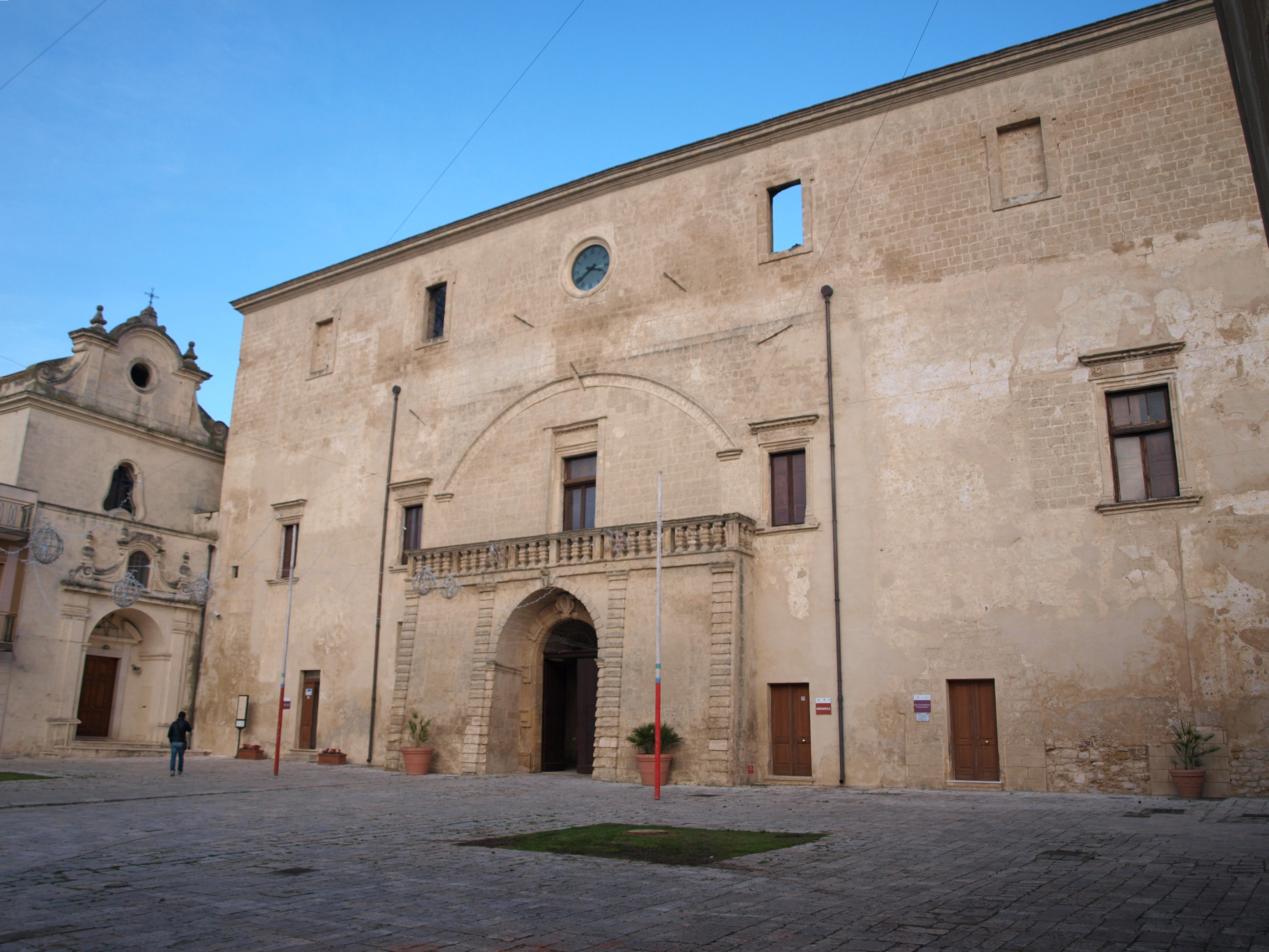
Castillo de los "Imperiales"

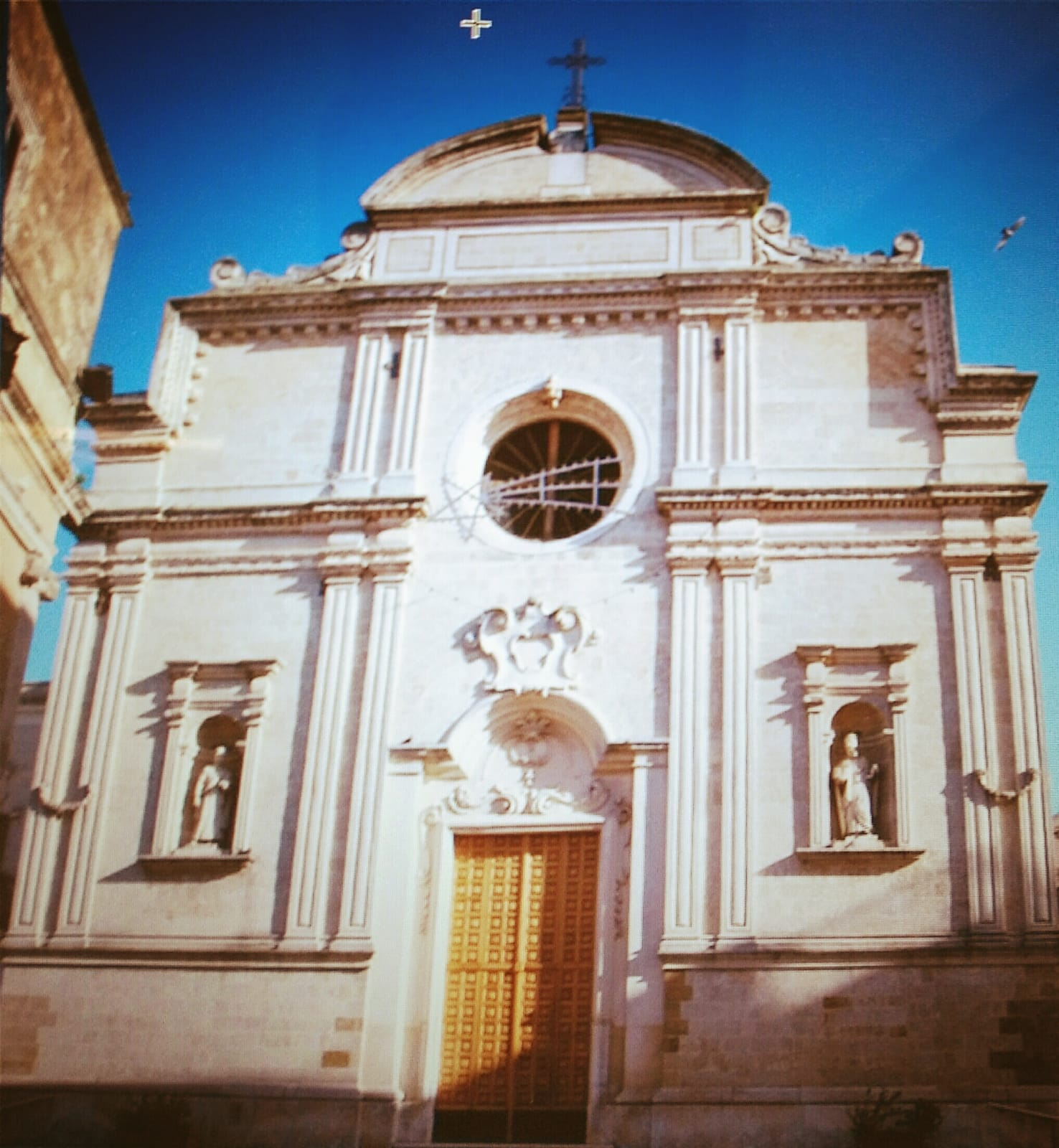
Santa María de la nieve (Latiano)

Latiano es una ciudad y municipio italiano de la comarca  del Salento, en la provincia de Brindisi  ("Bríndisi" en su pronunciación italiana), en la región de Apulia. Tiene una población de 14.594 habitantes y está situada entre los municipios de: Mesagne ("Mesañe" en su pronunciación italiana), San Vito dei Normanni (San Vito de los Normandos), San Michele Salentino (San Miguel Salentino), Torre Santa Susanna, Oria, Francavilla Fontana y está a unos 26 km de distancia de Brindisi, la capital de su provincia. Latiano alcanzó la condición de ciudad el 4 de mayo de 2006. 
En Latiano nació el beato Bartolo Longo (11/02/1841), fundador del Santuario de la Virgen del Rosario de Pompeya, declarado beato por el Papa Juan Pablo II el 26 de octubre de 1980.

Municipio de la provincia di BrÍndisi
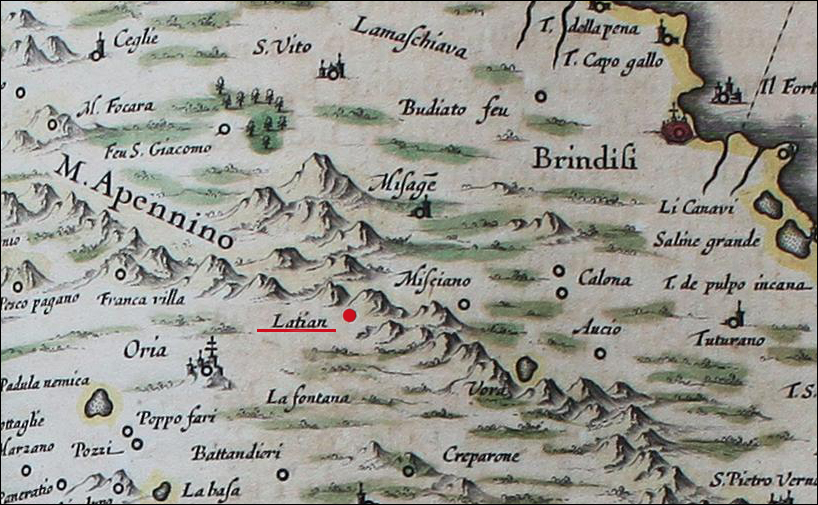
A medio camino entre Bríndisi y Táranto
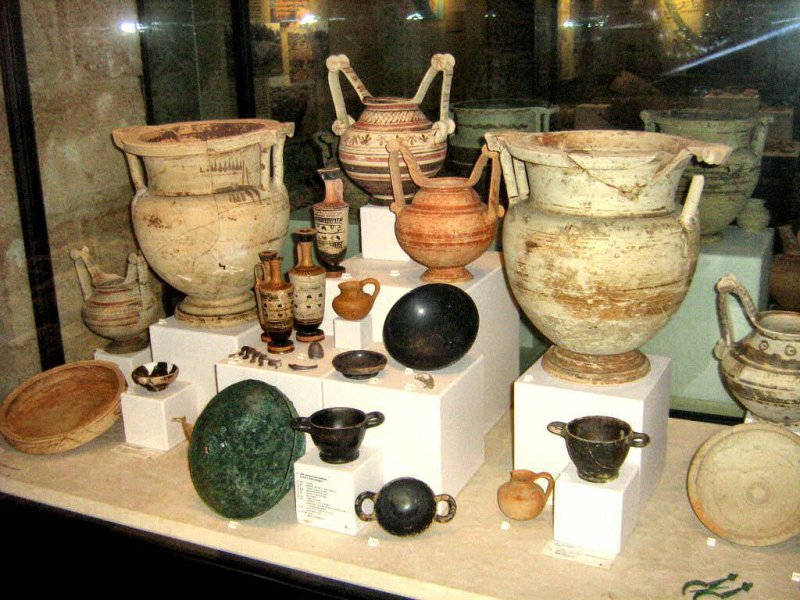
Latiano y los restos mesapios
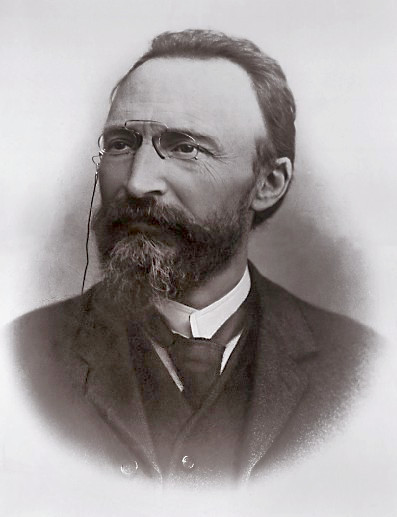
Beato Bartolo Longo, nacido en Latiano

## Historia
Latiano se encuentra a medio camino entre Táranto y Bríndisi, en aquella zona de Apulia que los antiguos geógrafos llamaron Istmo de los Mesapios.
Su territorio fue habitado desde la Edad del Hierro, la ciudad, de hecho,se encuentra cerca del asentamiento de los Mesapios de Muro Tenente, que llegó a alcanzar unas 52 hectáreas en la época helenística.
El territorio fue, durante la dominación romana y en los siglos siguientes, una zona de paso, dado que, en la parte sur, a través del campo, hay un tramo de la antigua Vía Apia que conectaba Táranto con Bríndisi y llega a tocar Muro Tenente.

## Museos
Latiano ha sido definida la ciudad de los museos por sus museos cívicos: el Museo de Artes y Tradiciones de Apulia el Museo del Subsuelo, el Museo de Historia de la Farmacia, la Pinacoteca Municipal y el Centro de Documentación Arqueológica.  A ellos se añade la Casa-Museo “Ribezzi Petrosillo de propiedad privada, administrada por la Fundación Ribezzi Petrosillo.

## Monumentos civiles

### El castillo de los Imperiales
En el corazón del casco viejo de la ciudad, concretamente en la Plaza Umberto I, está el Castillo de los "Imperiales', probablemente del siglo XII, cuya estructura ha sid alteradas varias veces, hasta conseguir el aspecto actual en 1714, según unas inscripciones puestas en su fachadal). Se convirtió en propiedad del Municipio después de la venta por el Marqués Guillermo Imperiales en 1909. En el interior hay varias pinturas, incluidas las del pintor napolitano G. Cenatiempo. En los años 1980-1990, el castillo fue la sede de las oficinas municipales.  Hoy en día es la sede de la Biblioteca Municipal.

### La Torre del Solise
La Torre del Solise es del año 1528. Ha sido recientemente restaurada y ahora es la sede de IAT, la oficina de Información y Atención turística.

## Monumentos religiosos

### Iglesia Matriz (Santa María de la nieve)
Construido sobre los restos de una iglesia del siglo XIII, la existencia de la Iglesia Matriz está confirmada por fuentes escritas tan sólo a partir de 1603. Tiene una fachada barroca, como se restauró en 1778. En este período, la iglesia (anteriormente una iglesia parroquial) se convirtió en colegiata. La iglesia tiene un plan de basílica con tres naves, divididas por columnas en estilo jónico que sostienen arcos redondos,  la nave central termina en un ábside de forma cuadrada. En el interior hay tres pinturas de los siguientes pintores: Oronzo Tiso, Saverio Lillo y Vincenzo Filotico.

### El Santuario de Santa María de Cotrino
Fue erigido en 1627 en el sitio donde una mujer campesina encontró milagrosamente un ícono de la Virgen. Ampliado en 1856 y posteriormente reconstruido por los monjes cistercienses que actualmente son los custodios.

### La Iglesia de la Inmaculada
Antigua capilla noble de los marqueses Imperiales del siglo XVIII. Un buen ejemplo de barroco napolitano, alberga en su interior la pintura de San Nicolás de Bari. Las otras pinturas que representan el Tránsito de San José y La Dolorosa son del pintor Diego Oronzo Biancao

### La iglesia del Santísimo Crucifijo
Edificio que data del siglo XVII. La Iglesia está vigilado desde tiempo inmemorial, con gran devoción y veneración de los fieles, una estatua antigua en madera, probablemente del siglo XVI, es tallada pintada, de color oscuro, que representa a Jesucristo, ya muerto, ya que tiene el lado perforado por lanza y que el pueblo de Latiano celebra solemnemente el último domingo de agosto.

### la iglesia de San Antonio
Antiguamente  había una iglesia dedicada a la Anunciación (como se muestra en el gran retablo que representa la Anunciación) en el  siglo XIII, pero fue completamente reconstruida en 1875, en su interior se conservan pinturas del pintor Barnaba Zizzi y de Salinaro. De exquisito trabajo son las estatuas de los Misterios, traídas en procesión el Viernes Santo. En 1656 la Cofradía de los Muertos se hizo cargo de la gestión de la iglesia, colocándose bajo la protección del cardenal Fabrizio Ruffo y el cardenal Giuseppe Renato Imperiali. Aún hoy, la Arciconfraternita dei Morti es responsable del edificio sagrado.

### La Iglesia del Santísimo Rosario
Iglesia que llevaba anteriormente el nombre de Santa Margarita (siglo XIV), con un convento dominicano contiguo. En el interior se conserva el lienzo que representa la "Presentación de Jesús en el Templo" por el pintor napolitano Paolo De Maio, un alumno del famoso Francesco Solimena.

### La iglesia de la Virgen de la grieca
De origen muy antiguo, vinculado al culto de un icono, hoy de propiedad privad. El campanario tiene un estilo neo-morfo original.

## Economía
La economía del municipio es mayoritariamente agrícola; la producción se centra principalmente en el aceite de oliva y en el vino.
Latiano está profundamente vinculado a la producción de aceitunas desde la antigüedad, como lo demuestran los documentos históricos y los numerosos olivos centenarios de la zona. Los cultivares de olivo más extendidos son Cellina di Nardò y Ogliarola.
En segundo lugar, en la producción agrícola encontramos la vid, en las variedades de Negroamaro, Malvasía Negra, Malvasía Blanca y Primitivo.
Latiano es miembro de la ruta del vino llamada Apia de los vinos.

## Ciudades hermanadas
- Pompei, desde 1980 (Pompeya en español)